# Jega
Jega – miasto w północno-zachodniej Nigerii, w stanie Kebbi. Liczy 37 593 mieszkańców (2012).